# 깽 솜
깽 솜(태국어: แกงส้ม)은 태국의 생선 커리 요리이다. 타마린드에서 비롯된 신맛과 향신료에서 나오는 매운맛이 특징이다. 태국의 대표적인 서민 요리로 인근인 라오스와 말레이시아 클란탄주에서도 유사한 요리를 먹는다.

## 같이 보기
- 아삼 페다스
- 똠 솜
- 옐로 커리